# Осада Иерусалима (1187)

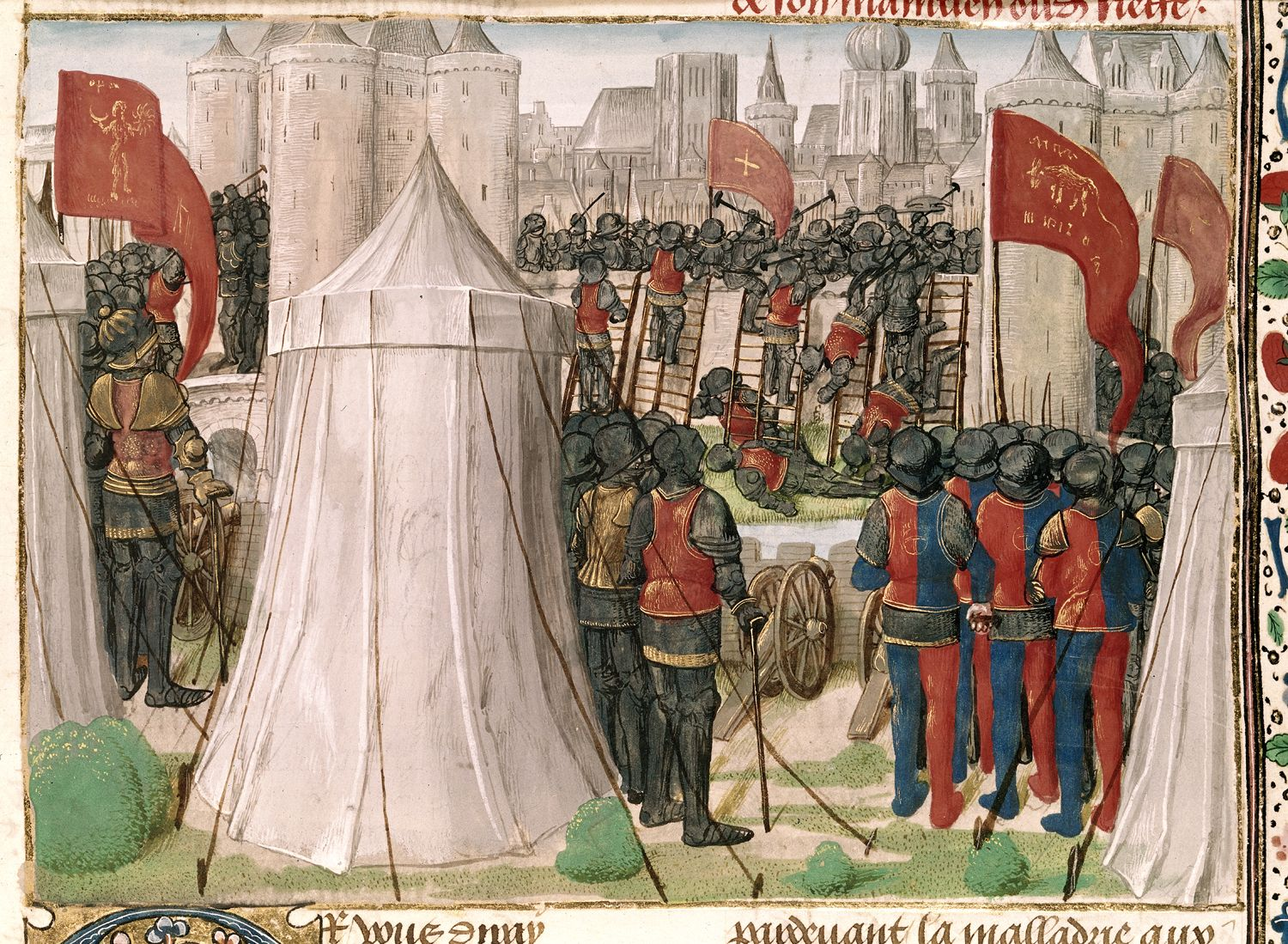
Осада Иерусалима, миниатюра из книги «Хроника и Бернара казначея», 1228 год.

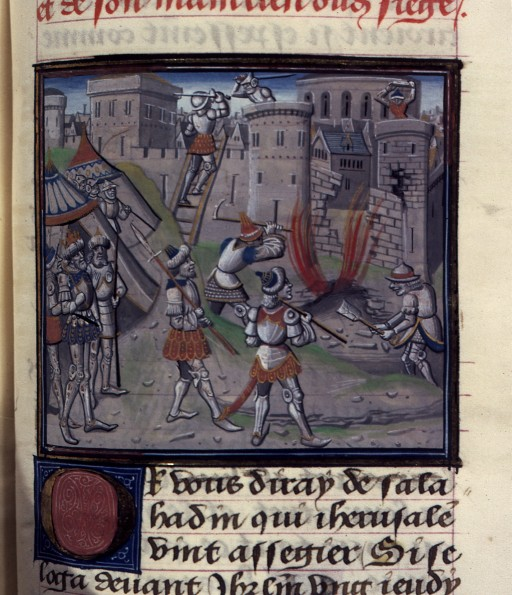
Осада Иерусалима, миниатюра из книги «Хроника Гийома Тирского», XV век.

Осада Иерусалима (фр. Siège de Jérusalem) — одно из сражений во время крестовых походов, происходившее с 20 сентября по 2 октября 1187 года после поражения основных сил Иерусалимского королевства при Хаттине. Завершилась капитуляцией города перед войсками Айюбидов на условиях выхода жителей за выкуп. Падение города стало поводом к началу Третьего крестового похода.

## Предыстория
Войска Иерусалимского королевства, ослабленного внутренними распрями, были разгромлены в битве при Хаттине 4 июля 1187 года. Большинство баронов были взяты в плен, в том числе король Ги де Лузиньян. Тысячи мусульманских пленников были освобождены. К середине сентября Салах ад-Дин взял Акру, Наблус, Яффу, Торон, Сидон, Бейрут и Аскалон. Те, кто пережил битву, и другие беженцы нашли пристанище в Тире — единственном городе, ещё не сдавшемся Салах ад-Дину благодаря прибытию Конрада Монферратского.

## Ситуация в Иерусалиме
В Тире Балиан II Ибелин попросил Салах ад-Дина разрешить ему безопасный проход в Иерусалим, чтобы забрать свою жену Марию Комнину и семью. Салах ад-Дин удовлетворил его просьбу, при условии, что Балиан не поднимет против него оружия и будет пребывать в Иерусалиме не более одного дня. Однако по прибытии в город патриарх Ираклий Иерусалимский, королева Сибилла и остальные жители просили Балиана взять на себя ответственность по обороне города. Ираклий указал ему, что он обязан остаться ради веры, и предложил освободить его от клятвы Салах ад-Дину. Балиан согласился.
Он известил о своём решении Салах ад-Дина через депутацию горожан, которые прибыли в Аскалон и отвергли предложения о капитуляции Иерусалима. Салах ад-Дин при этом организовал сопровождение Марии Комнины и её детей в Триполи (Ливан). Поскольку Балиан Ибелин имел самое знатное происхождение и авторитет среди всех баронов, оставшихся в Иерусалиме, мусульмане, по словам летописца Ибн аль-Асира, воспринимали его «более или менее равным королю».
Балиан нашёл ситуацию в Иерусалиме плачевной. Город был наполнен беженцами, спасавшимися от мусульманской армии, и их число росло. В городе оставалось всего 14 рыцарей, поэтому он даровал рыцарские титулы 60 оруженосцам и мещанам. Балиан готовился к неизбежной осаде, запасая провиант и накапливая деньги. Собрав армию из сирийцев и египтян, Салах ад-Дин после короткой и неудачной осады Тира прибыл к стенам Иерусалима 20 сентября.

## Осада
Салах ад-Дин инициировал переговоры с Балианом Ибелином, при посредничестве Юсуф Батита, одного из православных священнослужителей, которые рассчитывали получить больше привилегий, если бы город был возвращён мусульманам. Салах ад-Дин рассчитывал взять город без кровопролития и предложил щедрые условия, однако власти города отказались капитулировать, и осада началась.

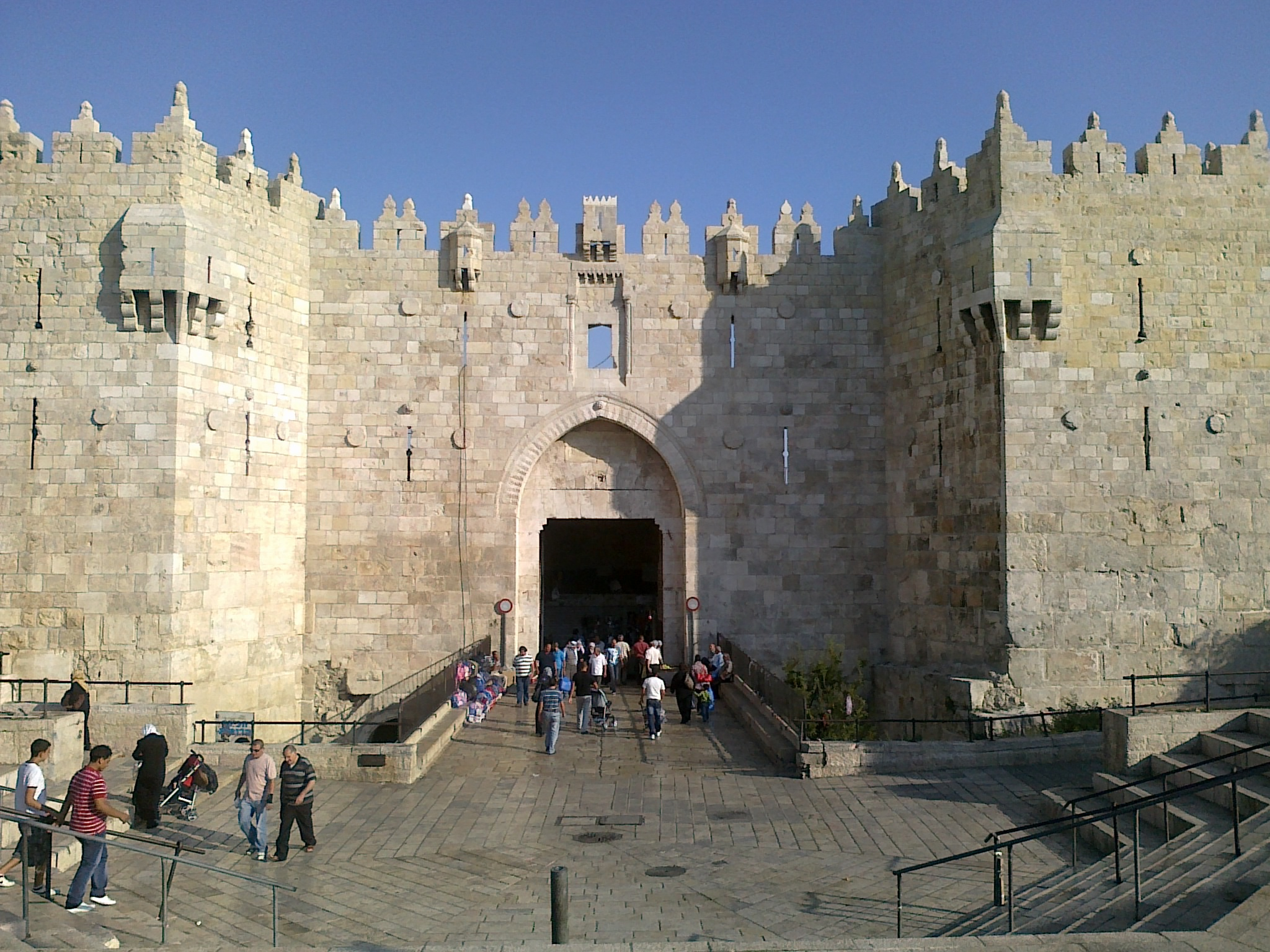
Дамасские ворота Иерусалима.

Армия Салах ад-Дина стояла перед башней Давида и Дамасскими воротами. Сарацинские лучники не прекращали обстрел крепостных стен. Осадные башни подкатывали к стенам, но защитники не позволяли мусульманам закрепиться у стен. В течение шести дней стычки велись с незначительными результатами. Силы Салах ад-Дина несли тяжёлые потери после каждого штурма, в то время как крестоносцы потеряли всего несколько человек. 26 сентября Салах ад-Дин перевёл свой лагерь на другую часть города, к Масличной горе, где не было крупных ворот, из которых крестоносцы могли бы контратаковать. Стены были под постоянным обстрелом из катапульт, баллист, требюше и арбалетов. Часть стены удалось заминировать, и она рухнула 29 сентября. Крестоносцы не смогли заделать пролом, но и сарацины не смогли войти в город через него. Между тем Балиану удалось рекрутировать всего несколько десятков рыцарей и горстку ополченцев, способных носить оружие и защищать стены, больше желающих не было, несмотря на обещанную огромную плату.
Горожане были в отчаянии. Согласно Вильгельму Тирскому, духовенство организовало босое шествие вдоль стен, как было сделано (только снаружи) в 1099 году. На горе Голгофе женщины обрезали своим детям волосы, погружая их по подбородок в бассейны с холодной водой. Эти епитимьи были направлены на отвращение гнева Божьего от города, но «…Наш Господь не изволил услышать молитвы и шума, который был сделан в городе. Зловоние от прелюбодеяний, расточительности и греха против природы не позволило их молитвам подняться к Богу».
В конце сентября Балиан отправился к Салах ад-Дину с предложением о капитуляции города. Салах ад-Дин согласился, и стороны договорились о том, что город будет передан мусульманам мирно, чтобы не допустить резни, произошедшей в 1099 году, когда крестоносцы захватили город. Для франков Салах ад-Дин установил выкуп в 20 безантов для мужчин, 10 — для женщин и 5 для детей, но те, кто не мог заплатить, должны были быть проданы в рабство. Местные христиане, включая православных, могли остаться в городе.
После возвращения Балиана Ибелина в город было решено, что 7000 бедняков будут выкуплены из казённых денег, которые прислал Генрих II Плантагенет и которые находились под охраной госпитальеров. Эти деньги были предназначены для паломничества английского короля или на нужды крестового похода, который собирался организовать король в качестве покаяния за убийство Томаса Бекета. Но король так и не прибыл в Святую Землю, а эти деньги уже однажды использовались в качестве платы наёмникам перед битвой при Хаттине.
Балиан вновь встретился с Салах ад-Дином, и султан согласился снизить выкуп до 10 безантов для мужчин, 5 — для женщин и 1 для детей. Балиан утверждал, что это всё равно слишком много для горожан, и Салах ад-Дин затребовал выкуп в 100 тысяч безантов за всех жителей. Балиан заявил, что это не реалистично, тогда лидер сарацин сказал, что не снизит сумму выкупа ниже чем до 50 000 безантов. Наконец, было решено, что Салах ад-Дин освободит 7000 жителей за 30 000 безантов. Двум женщинам или десяти детям было разрешено занять место одного мужчины по той же цене. Брат Салах ад-Дина затем отпустили ещё 3000 человек, не способных заплатить выкуп. Наконец, Салах ад-Дин сам освободил всех пожилых людей, не имевших средств.

## Сдача Иерусалима

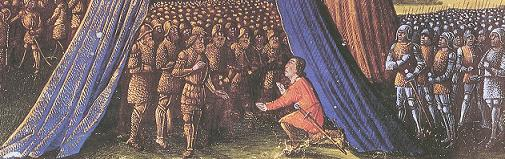
Балиан II Ибелин сдаёт Иерусалим Салах ад-Дину, миниатюра из книги «Походы французов в Утремер», около 1474 года.

Балиан Ибелин сдал башню Давида 2 октября. Было объявлено, что каждый житель имеет один месяц, чтобы оплатить свой выкуп. Салах ад-Дин освободил некоторых рабов, как и его брат Сафадин. Балиан и Ираклий выкупили многих жителей за личные деньги. Беженцев выстроили в три колонны: тамплиеры и госпитальеры вели первые две, Балиан и патриарх вели третью. Балиан воссоединился с семьёй в Триполи. Согласно мусульманскому летописцу Имадуддину аль-Исфахани, Ираклий взял с собой церковные сокровища и реликвии.
Некоторые из беженцев пошли сначала в графство Триполи, которое было под контролем крестоносцев. Однако им было отказано во въезде. Другие отправились в Антиохию, Киликию, Византию и Египет. Некоторые сели на итальянские суда, направлявшиеся в Европу.
Те жители, на выкуп которых денег не нашлось, — свыше 15 тысяч человек, из которых 8 тыс. составляли женщины с детьми и 7 тыс. мужчины, — попали в рабство к мусульманам. Имадуддин аль-Исфахани в своей хронике с места событий даёт исчерпывающее описание процесса практически поголовного изнасилования мусульманами захваченных женщин и девочек-христианок, включая монахинь:

Женщины и дети вместе числом около восьми тысяч были быстро поделены между нами, их стенания вызывали улыбку на лицах мусульман. […] О сколько милых женщин было исключительной собственностью одного мужчины! О сколько великих дам было продано по низким ценам, близких разлучено, высокомерных умерено, строптивых укрощено, а привычных к престолам низвергнуто!Оригинальный текст (англ.)Women and children together came to 8,000 and were quickly divided up among us, bringing a smile to Muslim faces at their lamentations. How many well-guarded women were profaned, how many queens were ruled, and nubile girls married, and noble women given away, and miserly women forced to yield themselves, and women who had been kept hidden stripped of their modesty, and serious women made ridiculous, and women kept in private now set in public, and free women occupied, and precious ones used for hard work, and pretty things put to the test, and virgins dishonoured and proud women deflowered, and lovely women’s red lips kissed, and dark women prostrated, and untamed ones tamed, and happy ones made to weep! How many noblemen took them as concubines! How many ardent men blazed for one of them, and celibates were satisfied by them, and thirsty men sated by them, and turbulent men able to give vent to their passion! How many lovely women were the exclusive property of one man! How many great ladies were sold at low prices, and close ones set at a distance, and lofty ones abased, and savage ones captured, and those accustomed to thrones dragged down!
— Имадуддин аль-Исфахани (в переводе Франческо Габриэли)
Салах ад-Дин разрешил христианские паломничества в Иерусалим и оставил в христианских руках Храм Гроба Господня. Чтобы укрепить мусульманские претензии на Иерусалим, многие святые места, в том числе храм, позже известный как мечеть Аль-Акса, ритуально омывали розовой водой. После этого Салах ад-Дин пошёл на захват ряда замков, которые всё ещё не были в его руках, — Бельвуара, Керака и Монреаля, а затем вернулся к Тиру и вновь его осадил.
Между тем архиепископ Тира Йоския, а также другие паломники и путешественники, привезли в Европу известие о катастрофическом поражении при Хаттине и захвате мусульманами остатков королевства крестоносцев к осени 1187 года. Немедленно созрели планы нового крестового похода. 29 октября папа Григорий VIII выпустил буллу Audita tremendi, ещё не зная о падении Иерусалима. В Англии и Франции была введена «десятина Саладина» для финансирования расходов на поход. Третий крестовый поход начался в 1189 году.

## Последствия
После сдачи города Саладин приказал на три дня закрыть Храм Гроба Господня, пока он решал, что с ним делать. Некоторые из его советников предложили ему разрушить храм, чтобы покончить со всеми христианскими интересами в Иерусалиме. Однако большинство его советников посоветовали ему пощадить церковь, сказав, что христианские паломники всё равно будут продолжать посещать это святое место, а также они напомнили ему о халифе Умаре, который позволил церкви остаться в руках христиан после завоевания города. В конце концов Саладин принял решение не разрушать церковь, заявив, что не намерен препятствовать христианским паломничествам в это место; по его приказу церковь была вновь открыта через три дня. Франкским паломникам разрешили войти в церковь за плату. Чтобы укрепить претензии мусульман на Иерусалим, многие святыни, включая святилище, известное как Аль-Акса, были ритуально очищены розовой водой. Из мечети вынесли христианскую мебель и устлали ее восточными коврами. Ее стены были украшены канделябрами и текстом из Корана. Православным христианам и сирийцам было разрешено остаться и совершать богослужения по своему выбору. Копты, которым Иерусалимское королевство крестоносцев запрещало въезд в Иерусалим, поскольку они считались еретиками и атеистами, получили разрешение Саладина на въезд в город без уплаты каких-либо сборов, поскольку он считал их своими подданными. Коптские места поклонения, которые ранее были захвачены крестоносцами, были возвращены коптским священникам. Коптам также было разрешено посещать Храм Гроба Господня и другие христианские святыни. Абиссинским христианам было разрешено посещать святые места Иерусалима без уплаты каких-либо сборов.
Византийский император Исаак Ангел отправил послание Саладину, в котором поздравлял его с захватом города и просил вернуть все церкви в городе православной церкви, а все христианские обряды проводить в соответствии с греческой православной литургией. Его просьба была удовлетворена, и права других конфессий были сохранены. Местным христианам было позволено свободно молиться в своих церквях, а контроль над христианскими делами был передан вселенскому патриарху Константинопольскому.

## В массовой культуре
- Битва при Хаттине и осада Иерусалима легли в основу сюжета историко-приключенческого фильма, исторического эпоса Ридли Скотта «Царство небесное» с Орландо Блумом и Евой Грин в ролях.
- Также битва при Хаттине и осада Иерусалима показаны в компьютерной стратегии в реальном времени «Stronghold Crusader».
- События описываются в романе Жюльетты Бенцони «Тибо, или Потерянный крест» (2002), первая книга из серии «Рыцари/Шевалье».